# Allsvenskan i handboll för herrar 1975/1976
Allsvenskan i handboll 1975/1976 vanns av IK Heim, men Ystads IF vann SM-slutspelet och blev svenska mästare. Eftersom serien utökades till 12 lag kommande säsong gick de två sista lagen till kvalspel.

## Slutställning
| Nr | Lag                 | S  | V  | O | F  | GM  | IM  | MS  | P  |
| -- | ------------------- | -- | -- | - | -- | --- | --- | --- | -- |
| 1  | IK Heim             | 18 | 12 | 0 | 6  | 378 | 338 | +40 | 24 |
| 2  | Ystads IF           | 18 | 12 | 0 | 6  | 365 | 332 | +33 | 24 |
| 3  | IFK Malmö           | 18 | 11 | 1 | 6  | 344 | 331 | +13 | 23 |
| 4  | SoIK Hellas         | 18 | 11 | 0 | 7  | 311 | 307 | +4  | 22 |
| 5  | IF Guif (U)         | 18 | 9  | 1 | 8  | 344 | 350 | −6  | 19 |
| 6  | Lugi HF             | 18 | 8  | 2 | 8  | 353 | 334 | +19 | 18 |
| 7  | Västra Frölunda IF  | 18 | 8  | 1 | 9  | 315 | 311 | +4  | 17 |
| 8  | IFK Kristianstad    | 18 | 8  | 0 | 10 | 333 | 340 | −7  | 16 |
| 9  | HK Drott (RM)       | 18 | 6  | 1 | 11 | 291 | 310 | −19 | 13 |
| 10 | Malmbergets AIF (U) | 18 | 1  | 2 | 15 | 337 | 418 | −81 | 4  |

- HK Drott kvar efter kvalspel.

## SM-slutspel

### Semifinaler
- ? 1976: Ystads IF-IFK Malmö 23-14, 13-13 (Ystads IF vidare)
- ? 1976: IK Heim-SoIK Hellas 20-15, 15-18, 13-12 (omspel, IK Heim vidare)

### Finaler
- ? 1976: Ystads IF-IK Heim 21-23, 15-12, 17-13 (omspel, Ystads IF svenska mästare)

## Skytteligan
|   | Spelare          | Lag                | Antal mål |
| - | ---------------- | ------------------ | --------- |
| 1 | Bo Ahlberg       | IFK Kristianstad   | 117       |
| 2 | Anders Wretling  | IF Guif            | 102       |
| 3 | Roger Helgesson  | Västra Frölunda IF | 85        |
| 4 | Basti Rasmussen  | Ystads IF          | 81        |
| 5 | Kurt-Göran Kjell | SoIK Hellas        | 80        |
| 5 | Hans Sandberg    | Malmbergets AIF    | 80        |

- Källa: [1]